# Fakići
Fakići su naseljeno mjesto u općini Jajce, Federacija Bosne i Hercegovine, BiH.
Nalazi se južno od Donjeg Vakufa, kod Prusca.

## Stanovništvo

### 1991.
Nacionalni sastav stanovništva 1991. godine, bio je sljedeći:
ukupno: 186
- Hrvati - 174
- Srbi - 10
- Muslimani - 2

### 2013.
Nacionalni sastav stanovništva 2013. godine, bio je sljedeći:
ukupno: 10
- Hrvati - 10

## Vanjske poveznice
- Satelitska snimka[neaktivna poveznica]